# Џулија Стајлс
Џулија Стајлс (енгл. Julia Stiles; Њујорк, 28. март 1981) је америчка глумица.
Јуна 2012. године, Интернет серија  Плава , коју је произвео ВИГС, је премијерно приказана. Представља Стајлс као самохрану мајку са тринаесто годишњим сином. Она ради у канцеларији, а такође и као девојка на позив, како би се изборила са малим примањима, и такође мора да се бори како би заштитила свог сина од судара њене компликоване прошлости и благе садашњости. За свој рад у  Плавој , Стајлс је добила све ИАВТВ награде, у 2013. и 2014. години. Глумица је током снимања делила сетове са уметницима као што су Мишел Форбес, ХК Гонзалез и Урија Шелтон.

## Филмографија
| Улоге Џулије Стајлс |                               |               |                          |          |
| Година              | Српски назив                  | Изворни назив | Улога                    | Напомена |
| 1996.               |                               |               | млада Нанина пријатељица |          |
| 1997.               | Анђео са два лика             |               | Бриџет О'Мира            |          |
| 1998.               |                               |               | Нејна Бил                |          |
| 1999.               | 10 ствари које мрзим код тебе |               | Катарина „Кат” Стратфорд |          |
| 1999.               |                               |               | Кејти Херлихи            |          |
| 2000.               |                               |               |                          |          |
| 2000.               |                               |               | Офелија                  |          |
| 2000.               |                               |               | Карла                    |          |
| 2001.               | Сачувај последњи плес         |               | Сара Џонсон              |          |
| 2001.               |                               |               | Ели Кристијансон         |          |
| 2001.               |                               |               | Деси Брабл               |          |
| 2001.               |                               |               | Пола Марфи               |          |
| 2002.               | Борнов идентитет              |               | Николет „Ники” Парсонс   |          |
| 2003.               | Мушке ствари                  |               | Беки                     |          |
| 2003.               | Осмех Мона Лизе               |               | Џоун Брандвин            |          |
| 2003.               |                               |               | Каролина                 |          |
| 2004.               |                               |               | Пејџ Морган              |          |
| 2004.               | Борнова надмоћ                |               | Николет „Ники” Парсонс   |          |
| 2005.               |                               |               | Глена                    |          |
| 2005.               |                               |               | Исолд                    |          |
| 2006.               | Предсказање                   |               | Кетрин Торн              |          |
| 2007.               |                               |               |                          |          |
| 2007.               | Борнов ултиматум              |               | Николет „Ники” Парсонс   |          |
| 2007.               |                               |               | Роузи                    |          |
| 2007.               |                               |               |                          |          |
| 2012.               | У добру и у злу               |               | Вероника Максвел         |          |
| 2016.               | Џејсон Борн                   |               | Николет „Ники” Парсонс   |          |
| 2019.               | Преваранткиње са Вол Стрита   |               | Елизабет                 |          |
| 2022.               | Сироче: Прво убиство          |               | Триша Олбрајт            |          |